# زبلون پایک
زبلون پایک (۵ ژانویه ۱۷۷۹–۲۷ آوریل ۱۸۱۳) سرتیب ژنرال آمریکایی و اکتشاف گری است که قله پایک در کلرادو به افتخار او نام‌گذاری شده است. با سمت کاپیتان آمریکایی در بین سال‌های ۱۸۰۶–۱۸۰۷ او توسط رئیس جمهود توماس جفرسون به اکتشاف بخش سرزمین لویزیانا تحت عنوان اکتشافات پایک فرستاده شد.
به سال ۱۸۱۰ پایک داستان اکتشافات خود را به چاپ رسانید. این کتاب به قدری مشهور شده که در اروپا به زبان‌های آلمانی٬ فرانسوی٬ و هلندی ترجمه و چاپ شد. پایک بعدها هنگامی که در جنگ ۱۸۱۲ خدمت می‌کرد به درجه سرتیپی ارتقا یافت. او در نبرد یورک که نیروهای ایالات متحده به پیروزی رسیدند کشته شد.